# ديدييه دوبويس
ديدييه دوبويس (بالفرنسية: Didier Dubois)‏ (11 أبريل 1967 فيمي فرنسا - ) هو لاعب كرة قدم فرنسي، يلعب كمدافع.

## روابط خارجية
- ديدييه دوبويس على موقع قاعدة بيانات كرة القدم.إي يو (الإنجليزية)